# Schxxl Out
Schxxl Out (стилизируется SCHXXL OUT) — второй и последний мини-альбом южнокорейской гёрл-группы Pristin. Он был выпущен 23 августа 2017 года лейблом Pledis Entertainment при поддержки LOEN Entertainment. Альбом состоит из пяти песен, включая сингл «We Like», который также имеет видеоклип, выпущенное 23 августа. Группа выступила на различных корейских музыкальных шоу для продвижения альбома. Это последний альбом группы перед их расформированием в мае 2019 года.

## Предпосылки и релиз
После окончания промоушена с Hi! Pristin, группа ушла на перерыв, пока 22 мая через Facebook с китайским развлекательным сайтом Idols of Asia они не раскрыли свои планы на возвращение летом.

## Релиз
5 августа было опубликовано расписание их возвращения, подтвердив, что мини-альбом будет выпущен 23 августа. Трек-лист для альбома был представлен 18 августа. Наконец, 23 августа Schxxl Out был официально выпущен через несколько цифровых ритейлеров, включая Melon в Южной Корее, и iTunes для мирового рынка. Физически альбом вышел в двух версиях, версия «In» имеет концепцию средней школы, в то время как версия «Out» имеет концепцию после школы. В тот же день был выпущен клип на заглавный трек «We Like».

## Промоушен
23 августа Pristin провели публичные выступления для продвижение мини-альбома, где исполнили песни «We Like»  и «Aloha». На следующий день, 24 августа, они сделали свой первый этап возвращения на M Countdown, исполнив те же песни, что и на шоукейсе. Продвижение началось через Music Bank 25 августа, Show! Music Core 26 августа, Inkigayo 27 августа, ,The Show 29 августа и Music Show Champion 30 августа.

## Коммерческий успех
Schxxl Out дебютировал в альбомном чарте Gaon под номером 4 по выпуску, датированному между 20 и 26 августа 2017 года. 9 сентября 2017 года альбом вошел в чарте Billboard World Albums под номером 5. Он также появился под номером 116 в чарте альбомов Oricon.

## Трек-лист
Credits adapted from Naver.
| №                   | Название                                    | Текст песни                                         | Музыка                                                      | Arrangement         | Длительность |
| ------------------- | ------------------------------------------- | --------------------------------------------------- | ----------------------------------------------------------- | ------------------- | ------------ |
| 1.                  | «We Are Pristin»                            | Sungyeon Xiyeon                                     | Bumzu Sungyeon Xiyeon G-High                                | Bumzu G-High        | 2:44         |
| 2.                  | «We Like»                                   | Roa Sungyeon                                        | Simon Petrén Maja Keuc Bumzu Joe Michel Park Kitae Sungyeon | Simon Petrén Kitae  | 3:17         |
| 3.                  | «Aloha»                                     | GDLO Roa Xiyeon Kyla                                | GDLO Roa Xiyeon                                             | GDLO                | 2:48         |
| 4.                  | «Tina» (티나)                               | Yehana Hwang Hyun Anchor                            | Yehana Hyun Anchor                                          | Hyun Anchor         | 3:00         |
| 5.                  | «You're My Boy» (너 말야 너; Neo Malya Neo) | Iggy Youngbae Roa Rena Nayoung Sungyeon Xiyeon Kyla | Iggy Youngbae Roa Sungyeon                                  | Iggy Youngbae       | 3:28         |
| Общая длительность: | Общая длительность:                         | Общая длительность:                                 | Общая длительность:                                         | Общая длительность: | 15:17        |

## Чарты
| Чарты (2017)                        | Позиции в чартах | Ссылки |
| ----------------------------------- | ---------------- | ------ |
| Япония (Oricon)                     | 116              |        |
| Республика Корея (Gaon Album Chart) | 4                | [ 7 ]  |
| США (Billboard's World Albums)      | 5                | [ 8 ]  |